# 西拉莫爾鎮區 (阿肯色州斯通縣)
西拉莫爾鎮區（英語：Sylamore Township）是位於美國阿肯色州斯通縣的一個行政鎮區。

## 地方資料
西拉莫爾鎮區的面積為65.02平方千米，當中陸地面積為65.02平方千米，而水域面積為0.00平方千米。根據2010年美國人口普查的數據，當地共有人口692人，而人口密度為每平方千米10.64人。